# Moulin Faber
Le moulin Faber est un moulin à eau construit en 1729 et situé dans la commune de Hotton en province de Luxembourg (Belgique). 
Le moulin à eau est classé comme monument depuis le 28 avril 1948.

## Localisation
Le moulin Faber est situé dans le centre du village de Hotton, rue Haute no 36 (route nationale 807 Hotton-Soy) au bord (rive droite) d'un bief de l'Ourthe et en face de l'île d'Oneux. Un petit pont de bois situé en amont et à proximité du moulin permet de franchir le bief.

## Historique
Le moulin est construit en 1729 comme moulin banal. La date apparaît sur la clé de voûte de la porte d'entrée placée du côté est du bâtiment. Mu par la force hydraulique, ce moulin servait à moudre le grain pour obtenir de la farine. Les habitants payaient une taxe au seigneur local en fonction de leur quantité de grains moulus. Le moulin tire son nom de son dernier propriétaire, Lucien Faber qui avait maintenu le moulin en activité jusqu'au début des années 1960. En 1989, le bâtiment est acheté par la commune de Hotton. Il est toujours en état de marche mais uniquement à titre de démonstration pour les visiteurs.

## Description
Ce bâtiment de base rectangulaire (environ 12 m sur 9 m) est bâti en pierre calcaire sous une toiture d'ardoises à quatre pans. Une des deux roues à aubes sont toujours en état de marche. La machinerie interne permet de faire fonctionner trois paires de meules. A l'intérieur, les quatre niveaux du bâtiment contiennent de bas en haut : la machinerie, les paires de meules, la bluterie avec son blutoir et le grenier. La charpente du toit entièrement chevillée est remarquable.

## Visite
Le moulin est une attraction touristique et didactique qui peut se visiter sur rendez-vous. 

## Source et lien externe
- « Le Moulin Faber », sur Site du luxembourg belge.be (consulté le 14 décembre 2020)